# Nuestro Insólito Universo
Nuestro Insólito Universo fue un programa radiofónico venezolano creado por Rafael Sylva Moreno y conducido por Porfirio Torres, el cual fue transmitido por la Radio Nacional de Venezuela y las emisoras que conforman los circuitos Éxitos y Onda del Circuito Unión Radio.
En los cinco minutos de duración que tenía este programa, eran narradas historias asombrosas referentes a cualquier tema (de los cuales, durante los primeros 30 segundos se realizaba la introducción al tema, seguido del anuncio de los patrocinantes y la presentación del mismo y, por último, se sumerge en el desarrollo de la historia.
La primera transmisión de este programa se realizó por la Radio Nacional de Venezuela el 4 de agosto de 1969 y su éxito fue tal que, posteriormente, fue transmitido también por Radio Capital y, además de Radio Nacional y en los circuitos Éxitos y Onda, de Unión Radio, con un total de siete emisiones diarias, además de ser uno de los programas radiofónicos más premiados y de mayor duración en la historia de la radio de Venezuela.

## Historia
A Rafael Sylva un día se le ocurrió hacer un programa individual, para gente común, en el que pudiera contar esas historias que le gustaría escuchar. Así comenzó Nuestro Insólito Universo, el día 4 de agosto de 1969, cuando se pensaba que duraría sólo 3 o 4 meses.
Al año y medio de haber arrancado el programa, empezaron a llegarle a Rafael Sylva cada dos meses, paquetes que contenían recortes de revistas italianas y francesas con anécdotas para contar, todos precisamente traducidos. Aquello le llamó tanto la atención que quiso agradecerle a la persona, pero resultó que no sabía quién era el remitente. Empezó a hacer pesquisas para dar con ella, porque sabía que alguien con tanto detalle y delicadeza tenía que ser una mujer. Dos meses después le llegó una nota que decía: «Por favor señor Sylva, no busque más. ¿No cree que sería más hermoso que esta historia continuara así, con la magia de no conocernos?». Así continuó esa historia unos 12 o 14 años más, hasta que se fue diluyendo en el tiempo; y nunca supo de quién se trataba.
El resto de estos más de 40 años, han utilizado una mezcla de improvisación, lecturas en revistas amarillistas y mitos urbanos populares para complacer a su audiencia. Excepto, la historia de los extraterrestres en el Ávila expuesta en uno de los programas.
En el disco Escalofrío (1994) del cantante de rock venezolano Paul Gillman se incluyen también varios relatos de este programa narrados por Porfirio Torres sobre diversas leyendas populares venezolanas, las cuales sirvieron como base para las canciones de dicho disco por lo que, en agradecimiento, Sylva le dedicó a Gillman un episodio de Nuestro Insólito Universo sobre el día cuando él cantó por primera vez en la televisora estatal Venezolana de Televisión, el 26 de noviembre de 1992. A lo largo de sus casi 45 años se han realizado unas 6 mil 300 emisiones.
Se llegó a rumorear que los responsables del programa habían intentado acciones legales en contra del popular programa de televisión The X Files y su creador Chris Carter al considerar que les correspondía algún tipo de crédito o regalía por la idea original. Sin embargo, nunca se han hallado pruebas de que esto fuera cierto.[cita requerida]
El día 16 de enero de 2018, a las 09:57 a. m., desde la página de Facebook oficial del programa, se les informaba a los seguidores de la serie la muerte del creador, redactor y director del programa, Rafael Sylva. Las manifestaciones de pesar en las redes sociales no faltaron y de inmediato medios de varios países reseñaron su fallecimiento. Este fallecimiento hizo que el programa dejara de ser emitido. Por su parte, el locutor Porfirio Torres falleció en Porlamar (Estado Nueva Esparta) el día miércoles 13 de octubre de 2021, a los 81 años de edad, cerrándose así una etapa de la radiodifusión venezolana.
Actualmente, el nieto mayor de Rafael Sylva Moreno y legítimo heredero, Rafael Sylva Behrens, es responsable de la custodia de todos los derechos exclusivos del programa Nuestro Insólito Universo.

## Créditos
- Producción, Libreto, Dirección, y Musicalización : Rafael Sylva Moreno.
- Locución: Porfirio Torres.
- Control Técnico: Francisco Mijares.

## Tema musical
El recordado tema de Nuestro Insólito Universo, escogido por sus productores desde sus inicios en 1969 nunca fue realmente acreditado, pero su melodía y atmósfera han sido una parte inseparable del aura enigmática de la serie y que por muchos años también había sido un misterio en si para sus seguidores. El tema que identifica al programa es The Milky Way compuesto y arreglado por el músico y director británico Ron Goodwin, siendo este el tercer tema de la cara B del álbum de Ron Goodwin y su orquesta, en formato LP Out Of This World!, editado en 1958 bajo el sello Parlophone de la disquera británica The Gramophone Company.

## Archivos del programa
En la Biblioteca Nacional de Venezuela se preservan 586 cintas magnetofónicas del programa, siendo Rafael Sylva Behrens el único individuo que posee todo el archivo universal de Nuestro Insolito Universo.